# Móstoles
Móstoles er en by og kommune i det centrale Spanien i Madrid-regionen. Den har et indbyggertal på 214.006 (2024) indbyggere. Byen ligger tæt ved landets hovedstad Madrid og regnes ofte som en forstad til denne.